# Église Saint-Jean-l'Évangéliste de Château-Gontier
Pour les articles homonymes, voir église Saint-Jean-l'Évangéliste.
L'église Saint-Jean-l'Évangéliste ou du Petit-Saint-Jean était une église catholique située rue d' Enfer à Château-Gontier, en France.  Elle est détruite à la fin de 1794.

## Localisation
L'église était située dans le département français de la Mayenne, sur la commune de Château-Gontier. Elle était construite sur le penchant de la vallée se trouvait avoir un chœur très élevé au-dessus de la rue qui le contournait, tandis que l'entrée, à l'Ouest, était enterrée de la profondeur d'une dizaine de degrés.

## Historique
L'église est mentionnée en 1125 au Cartulaire de l'Abbaye Saint-Aubin d'Angers. Guérin est qualifié (1125-1148) presbyter ecclesiae Sancti Johannis Evangelistae, à l'occasion de l'acte par lequel il donne à l'évêque Ulger, le jour où les religieux de Saint-Jean-Baptiste l'avaient éconduit, la maison qu'il s'était fait bâtir joignant son église, probablement celle dont jouissait l'évêque quand il reçut l'investiture de la Collégiale Saint-Just de Château-Gontier.
Les bancs furent supprimés, sauf sur un rang de chaque côté, pour laisser de la place aux pauvres, 1652. L'autel étant refait en 1684 par Jean Simon, architecte, Henri Arnauld vint consacrer l'église le 3 octobre 1685.
Pendant la Révolution française, l'église, dont le grand autel est réclamé par le curé Jureur, est destinée d'abord à devenir urne poissonnerie. Elle sert ensuite de prison pour les Vendéens. L'église fut vendue nationalement en 1793 pour 2 060 livres à François Loré. Elle est détruite à la fin de 1794. 
La côtière nord renforcée de contreforts, existe encore à la hauteur d'un mur de clôture sur la rue. La tour flanquait le côté opposé. L'église fut toujours desservie par le clergé de Saint-Jean-Baptiste.

## Présentation
Au-dessus de la porte latérale, un petit auvent abritait une Vierge en pierre. 
On cite à diverses époques les autels ou chapelles de Sainte-Avoie, Saint-Nicolas, Notre-Dame, Saint-Blaise, Notre-Dame-de-Pitié, Saint-Maurice, de l'Annonciation, des Vierges. Il y avait des chapelles fondées.
Une crypte creusée sous le chœur qu'on reconstruisait en 1682, fit découvrir le corps d'un prêtre.
Le chœur s'est écroulé en 1884.

## Sources partielles
« Église Saint-Jean-l'Évangéliste de Château-Gontier », dans Alphonse-Victor Angot et Ferdinand Gaugain, Dictionnaire historique, topographique et biographique de la Mayenne, Laval, A. Goupil, 1900-1910 [détail des éditions] (BNF 34106789, présentation en ligne)